# Zona Sul
Zona Sul is een geografisch gebied in de stad Rio de Janeiro, ten zuiden van het Massief van Tijuca, in Brazilië. De term "Zona Sul" wordt vaak gebruikt als verzamelnaam voor de volgende wijken: Botafogo, Catete, Copacabana, Cosme Velho, Flamengo, Gávea, Glória, Humaitá, Ipanema, Jardim Botânico, Lagoa, Santa Teresa, Laranjeiras, Leblon, Leme, São Conrado, en Urca.

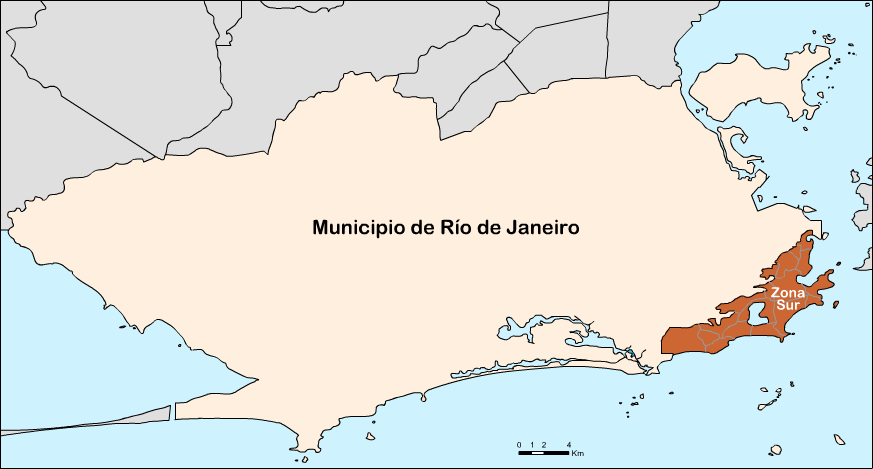
Locatie van de Zona Sul in de gemeente Rio de Janeiro.

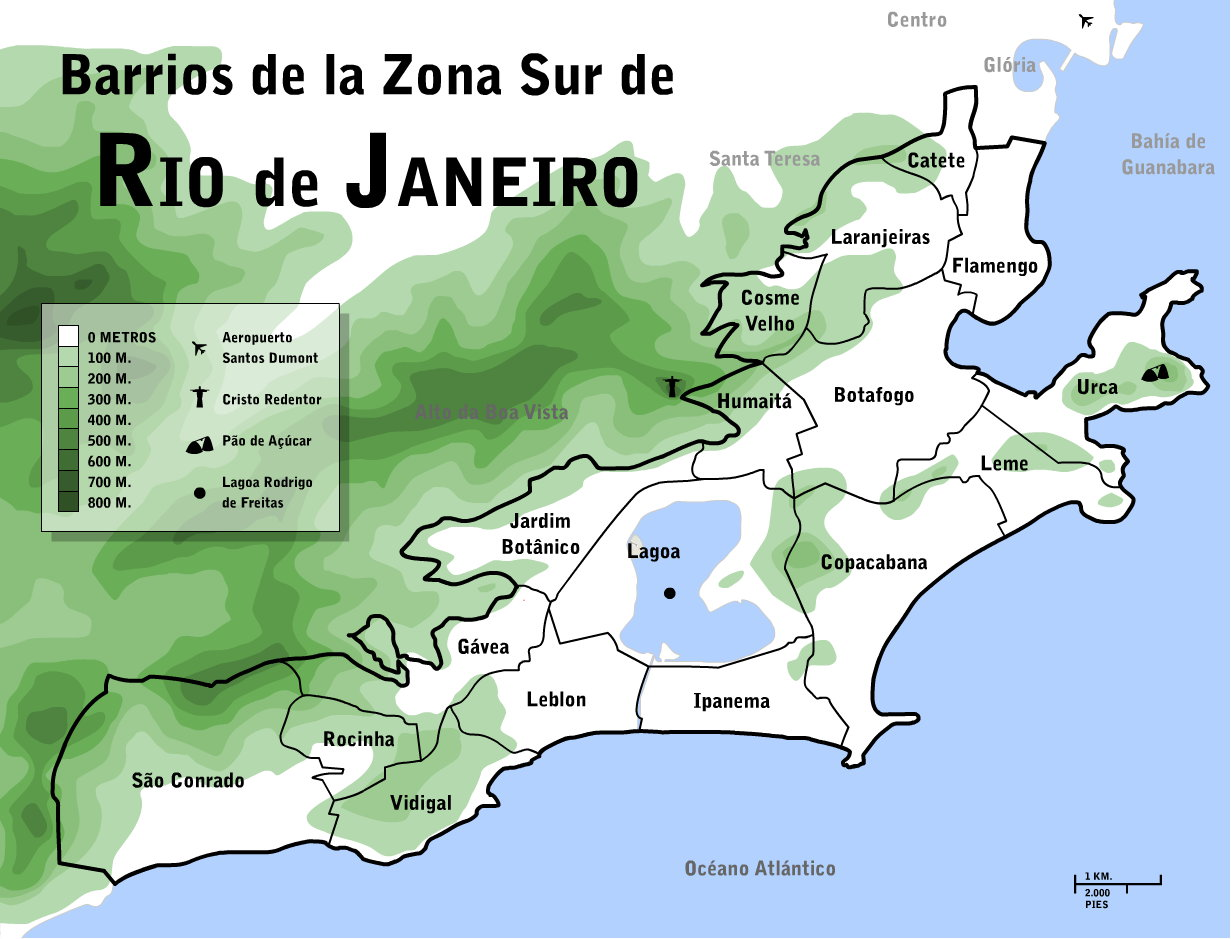
Buurten van de Zona Sul.

De stad heeft vier verschillende zones: de centrale zone, de noordzone, de westzone en de zuidzone ("Zona Sul"). Er is geen oostzone. Zona Sul onderscheidt zich van de andere zones omdat de meest bekende wijken en de meeste bezienswaardigheden er zich bevinden. De centrale zone is voornamelijk een werkzone en de noord- en westzones omvat voornamelijk woonwijken.